# Funkcja zespolona zmiennej zespolonej
Uzasadnienie:  wąski zakres tematyczny, precedens w artykule funkcja rzeczywista
Funkcja zespolona zmiennej zespolonej – funkcja zespolona, której dziedziną jest podzbiór zbioru liczb zespolonych: {\displaystyle f\colon X\to \mathbb {C} ,X\subseteq \mathbb {C} .}
Przyjmując {\displaystyle z=x+iy,} gdzie {\displaystyle x,y\in \mathbb {R} ,} a {\displaystyle i} jest jednostką urojoną, funkcję zespoloną zmiennej zespolonej {\displaystyle f(z)} można przedstawić w postaci
{\displaystyle f(z)=f(x+iy)=u(x,y)+iv(x,y),}
gdzie {\displaystyle u(x,y)} i {\displaystyle v(x,y)} są pewnymi funkcjami rzeczywistymi dwóch zmiennych rzeczywistych {\displaystyle x} i {\displaystyle y.} Funkcję {\displaystyle u(x,y)} nazywamy wtedy częścią rzeczywistą funkcji {\displaystyle f(z),} natomiast funkcję {\displaystyle v(x,y)} częścią urojoną funkcji {\displaystyle f(z){:}}
{\displaystyle u(x,y)=\operatorname {re} \;f(z)=\Re f(z),}
{\displaystyle v(x,y)=\operatorname {im} \;f(z)=\Im f(z).}

## Przykład
W przypadku funkcji
{\displaystyle f(z)=z^{2}}
jest
{\displaystyle f(z)=z^{2}=(x+iy)^{2}=x^{2}+2ixy-y^{2}=x^{2}-y^{2}+2ixy,}
zatem
{\displaystyle u(x,y)=x^{2}-y^{2},}
{\displaystyle v(x,y)=2xy.}